# Селянинов, Александр Алексеевич
Александр Алексеевич Селянинов (род. 15 февраля 1994) — российский лыжник, чемпион I юношеских Олимпийских игр в гонке классическим стилем на 10 км, мастер спорта России.

## Биография
Родился 15 февраля 1994 года в городе Вельске Архангельской области. Мать, Татьяна Петровна, — кандидат в мастера по конному спорту, занималась также лёгкой атлетикой и лыжными гонками. Учился в средней школе № 4. Во 2-м классе на уроке физкультуры был замечен спортивным педагогом Сергеем Анатольевичем Звягинским, который и стал его в дальнейшем тренировать. 
В качестве примера Александр в детстве выбрал себе норвежского лыжника Петтера Нортуга.
В официальных соревнованиях участвует с 16 лет.
После выигрыша в декабре 2011 года спринтерской лыжной гонки на квалификационных соревнованиях в Сыктывкаре был отобран в сборную России на I зимних юношеских Олимпийских играх в Инсбруке. Проходил подготовку под руководством тренеров Сергея Звягинского и Николая Счастливого.
На юношеской Олимпиаде 17 января 2012 года Александр Селянинов занял первое место в лыжной гонке классическим стилем на 10 км, показав время 29 минут 28,8 секунды.
19 января в финале спринтерской гонки свободным стилем А. Селянинов показал 3-й результат, завоевав бронзовую медаль.
21 января, участвуя в командной эстафете (лыжные гонки и биатлон), завоевал серебряную медаль.
В мае 2013 года А. Селянинов включён в резервный состав национальной сборной страны по лыжным гонкам.